# Te Puke
Te Puke là một thị xã có cự ly 28 km về phía đông nam Tauranga ở phía tây vùng Bay of Plenty của New Zealand. Thị xã nổi tiếng với cây trồng kiwi. Dân số là 6770 người.
Te Puke nằm gần Tauranga, núi Maunganui, Papamoa, và Maketu, nơi có các thị trấn và thị xã Waitangi, Manoeka, Pongakawa and Paengaroa. Thị xã này có cự ly 60 km so với Rotorua và 75 km so với Whakatane.